# Chirocephalus baikalensis
Chirocephalus baikalensis är en kräftdjursart som först beskrevs av Naganawa och Orgiljanova 2000.  Chirocephalus baikalensis ingår i släktet Chirocephalus och familjen Chirocephalidae. Inga underarter finns listade i Catalogue of Life.